# Колінько Олена Іванівна
Колінько Олена Іванівна (нар. 3 грудня 1986, Полтава) — українська дитяча та підліткова письменниця, філологиня, літераторка, популяризаторка читання, лавреатка літературних премій.

## Життєпис
Народилася в місті Полтава в родині будівельника. З дитинства обожнювала книги.
2004 р. — закінчила Полтавський ЗНЗ № 17  (нині - ліцей № 17 "Інтелект" Полтавської  міської ради) нагороджена золотою медаллю. У школі була «позаштатним» поетом.
2004—2009 рр. — навчалася у Полтавському національному педагогічному університеті імені В. Г. Короленка на філологічному факультеті.
2009—2018 рр. — працювала в поліграфічній фірмі.
2018 р. — провідна бібліотекарка відділу соціокультурної роботи Полтавської обласної бібліотеки для юнацтва імені Олеся Гончара.
Координаторка грантових проєктів book-weekend "Книжки і кактуси" від  програми CultureBridges, "День науки в бібліотеці" від фонду ІЗОЛЯЦІЯ, керівниця "Клубу анонімних книголюбів" і дитячого читацького клубу "Книгозайчики".
|                  | Світ – суцільний подарунковий набір для письменника. Бери і надихайся |
| — Олена Колінько |                                                                       |

Входила в склад журі всеукраїнських та регіональних літературних конкурсів:
- "Книгоманія",
- "Коронація слова",
- "Напишіть про мене книжку".

## Творчість
- "Вітри Великого Лугу" підліткове фентезі про козаків-характерників  (2014),
- "Піксель Петрович" (2015),
- "Шпалереон"[8] казкову повість ("Фонтан казок", 2018),
- "Глиняний птах"[9] підліткова екоповість ("НК Богдан", 2023)[10].

Друкувалася в таких виданнях:
- "Маленька фея та сім гномів",
- "Маленький розумник",
- "Барвінок",
- "Однокласник".

## Книги
- Колінько Олена. Глиняний птах : екоповість / О. Колінько. - [Тернопіль] : [Навчальна книга-Богдан], [2023]. - 200 с.[11]

- Колінько Олена. Шпалереон : повість-казка / О. Колінько. - [К.] : Фонтан казок, [2018]. - 120 с. : тв. - (Добрі пригоди)[12].

## Нагороди
- Перша премія Міжнародного літературного конкурсу "Коронація слова»" — 2014[13] в номінації "Прозові твори для дітей" за рукопис роману "Вітри Великого Лугу".
- Переможниця III Міжнародного конкурсу на кращий твір для дітей, диплом «Корнійчуковської премії» (2015) за "За сучасність і своєчасність казкового сюжету" за казку "Піксель Петрович".
- Конкурс "Напишіть про мене книжку" в номінації "Добрі пригоди" за книгу "Шпалереон"[14] від видавництва "Фонтан казок" (2018).
- "Корнійчуковська премія" (2018), здобула перемогу в номінації "Проза для дітей старшого віку та юнацтва".